# Jean-Pierre Imbach
Pour les articles homonymes, voir Imbach.
Jean-Pierre Imbach, de son vrai nom Jean-Jacques Imbach, né le 23 juin 1947 à Angers et décédé le 6 mai 1990 à son domicile du 140 avenue Victor-Hugo à Paris, est un animateur, producteur et journaliste français de radio et de télévision.

## Biographie
Jean-Pierre Imbach est né le 23 juin 1947 à Angers.
En mai 1963, âgé de 15 ans, son brevet de technicien électronicien en poche, Jean-Pierre Imbach monte chez ses parents sa première radio pirate sur ondes moyennes qu'il nomme Radio La Bohalle laquelle diffuse à 40 kilomètres à la ronde.
En 1969, il commence sa carrière à Radio Andorre comme reporter sportif et animateur des tranches matinales. Il rejoint ensuite RTL, en août 1970.
Il y présente Le Hit-parade, Stop ou encore et Les Routiers sont sympas en remplacement de ses collègues animateurs. Il prend ensuite en charge Les Petits Matins de RTL entre 1982 et jusqu'à l'avant-veille de sa mort, le 4 mai 1990 pour sa dernière émission des petits matins de RTL avant André Torrent qui remplace le lundi 7 mai 1990 le lendemain après sa mort.
En parallèle, de 1973 à 1976, il présente les chroniques d'actualités sur les stations de radio en ondes courtes : Allo DX Informations. (Office européen de radiodiffusion et Panorama DX) et diffusées par Radio Canada International. 
À partir de 1977, il s'intéresse de près aux radios pirates et participe en toute clandestinité à plusieurs projets, parmi lesquels Radio Verte (avec Brice Lalonde, Jean-Edern Hallier et Antoine Lefébure) et participe à l'émission télévisée "Eh bien... Raconte !" 
Il participe pour le compte de la Compagnie Luxembourgeoise de Télédiffusion à la création de plusieurs antennes, parmi lesquelles Fréquence Marseille en 1985 et Métropole Télévision en 1987. 
Dès le lendemain de l'ouverture de l'antenne, le 4 mars 1987, Jean-Pierre Imbach produit et présente Vu et corrigé, l'un des tout  premiers jeux télévisés de M6, dont il a participé au lancement, sous l'égide de Jean Drucker et Nicolas de Tavernost. 
Par ailleurs, Jean-Pierre Imbach a été chroniqueur gastronomique notamment pour l'hebdomadaire L'Événement du jeudi créé par Jean-François Kahn et verbicruciste (créateur de mots-croisés) pour l'hebdomadaire Télé Star Jeux.
Le dimanche 6 mai 1990 vers 20 heures, il succombe à une brutale crise cardiaque dans son appartement parisien après son retour de la commune de La Bohalle, près d'Angers, pour fêter la naissance de sa petite-nièce. Sa dépouille repose dans la même localité, au cimetière de La Bohalle.

## Publications
Photographe, auteur et critique gastronome, il a également écrit une série d'ouvrages ainsi que de nombreux articles dans des publications touristiques, la pêche ou concernant l'art culinaire.
- Jean-Pierre Imbach et Claude Nouchi, Paris gourmand, Paris, Balland, 1978, 157 p. (ISBN 978-2-7158-0173-8)
- Jean-Pierre Imbach, French graffittis, Paris, Éditions du Guépard, 1981, 188 p. (ISBN 978-2-86527-024-8)
- Jean-Pierre Imbach, 150 recettes facile à faire : d'entrées chaudes et froides, de soupes, de salades et d'œufs, Paris, RTL éditions, 1983, 157 p. (ISBN 978-2-87951-009-5)
- Jean-Pierre Imbach, Paris ballades, Paris, Le Chêne, 10 juillet 1987, 100 p. (ISBN 978-2-85108-414-9)
- Jean-Pierre Imbach, La Cuisine des hommes célèbres, Paris, RTL Éditions, 18 octobre 1988, 223 p. (ISBN 978-2-87951-002-6)